# AVH Paris Cécifoot
 (juillet 2013).
Si vous disposez d'ouvrages ou d'articles de référence ou si vous connaissez des sites web de qualité traitant du thème abordé ici, merci de compléter l'article en donnant les références utiles à sa vérifiabilité et en les liant à la section « Notes et références ».
Le club de l'AVH  Paris Cécifoot (Association Valentin Haüy au service des aveugles et des malvoyants) est un club de cécifoot affilié à la Fédération française handisport (FFH), où il participe au Championnat et à la Coupe de France.
Pour la saison 2015-2016, le club a inscrit une équipe dans chacune des compétitions officielles organisées par la Fédération Française Handisport, à savoir :
- Une équipe B1 (catégorie réservée aux aveugles et quasi-aveugles) entraînée par Charly Simo
- Une équipe B2/B3 (catégorie réservée aux malvoyants)

Depuis avril 2012, l'AVH Paris Cécifoot est sous la responsabilité d'Olivier Jaud de la Jousselinière, Directeur des sports de l'AVH, et de ses adjoints Jean-Michel Audebert et Jacques de Coudenhove,.

## Historique
Le club a été fondé en 2004.
Depuis sa création, l'AVH s'est forgé un palmarès en ayant remporté la Coupe de France B2/B3 en 2005 et en 2010, également, le Championnat de France B2/B3 successivement en 2009, 2010 et 2011, pour l'équipe 1 et en 2011 et 2013 pour l'équipe 2.
Également, l'AVH a remporté le championnat FSGT du Val-de-Marne en 2011.
De plus, des distinctions individuelles ont été attribués à des membres de l'AVH en 2010 :
1. Mathieu Mundubeltz, meilleur joueur du Championnat de France B2/B3
2. Hugo De Almeida, meilleur entraîneur du Championnat de France B2/B3.

Nous pouvons souligner, aussi, l'historique du club où en 2007, 2009, 2011 et 2013 ce dernier a été finaliste de la Coupe de France, et en 2008, troisième de cette même Coupe.
De plus, en 2007, l'AVH Paris Cécifoot a été troisième du Championnat de France et, en 2008, deuxième du Championnat de France

## Saison 2015-2016

### Effectif B1
| Rôle                    | Prénom Nom            | Présent depuis la saison |  |
| ----------------------- | --------------------- | ------------------------ |  |
| Gardien                 | James Fekir           | 2015-2016                |  |
| Défenseur (capitaine)   | Augustin Deney        | 2011-2012                |  |
| Défenseur               | Samba Camara          | 2015-2016                |  |
| Défenseur               | Anis Ben Mansour      | 2015-2016                |  |
| Défenseur               | Mourad Sajia          | 2011-2012                |  |
| Milieu (vice-capitaine) | Baba Thiam            | 2014-2015                |  |
| Attaquant               | Ahmed Tidiane Diakite | 2012-2013                |  |
| Attaquant               | Oumar Diop            | 2015-2016                |  |
| Guide                   | Gabriel Faye          | 2011-2012                |  |

### Coupe de France B1
La Coupe de France Céciffot Aveugles de France B1 s'est déroulée les samedi 16 et dimanche 17 avril 2016 au Plessis-Trévise dans le Val-de-Marne.
L'équipe a terminé 4e de la compétition sur 9 participants.
| Niveau         | Adversaire       | Score         | Buteurs                        |
| -------------- | ---------------- | ------------- | ------------------------------ |
| Match de poule | Toulouse FC      | 0-1           |                                |
| Match de poule | Don Bosco Nantes | 2-0           | Ahmed Tidiane Diakite (2 buts) |
| Demi-finale    | AS Saint-Mandé   | 0-1           |                                |
| Petite finale  | Toulouse FC      | 0-0 (tab 0-1) |                                |

### Championnat de France B1
L'AVH Paris est qualifié pour les play-offs du championnat de France qui auront lieu les samedi 4 et dimanche 5 juin à Chateau-Gontier.
L'équipe jouera son classement entre la 1e et la 4e place du championnat.
| Date             | Niveau         | Adversaire       | Score    | Buteurs                                                  |
| ---------------- | -------------- | ---------------- | -------- | -------------------------------------------------------- |
| 19 décembre 2015 | Match de poule | AS Saint-Mandé   | 0-0      |                                                          |
| 19 décembre 2015 | Match de poule | Cenon            | 5-0      | Ahmed Tidiane Diakite (3 buts) Oumar Diop Augustin Deney |
| 26 mars 2016     | Match de poule | AS Saint-Mandé   | 1-2      | Ahmed Tidiane Diakite                                    |
| 26 mars 2016     | Match de poule | Charleroi        | 0-1      |                                                          |
| 27 mars 2016     | Match de poule | Don Bosco Nantes | 2-0 (ab) | Ahmed Tidiane Diakite (2 buts)                           |